# Des souris et des hommes (téléfilm)
Pour les articles homonymes, voir Des souris et des hommes (homonymie).
Des souris et des hommes est un téléfilm de Paul Blouin sorti en 1971, tiré du livre Des souris et des hommes de John Steinbeck.

## Synopsis
L'histoire de Lennie, colosse innocent, et de George, deux ouvriers migrants liés par une solide amitié, sillonnant les routes de Californie des années trente à la recherche d'un travail.

## Fiche technique
- Titre : Des souris et des hommes
- Réalisation : Paul Blouin
- Musique : Claude Léveillée
- Durée : 127 minutes
- Produit par : Radio-Canada

## Distribution
- Jacques Godin : Lennie Small
- Hubert Loiselle : George Milton
- Luce Guilbeault : La femme de Curley
- Jean-Pierre Masson : Le patron du Ranch
- Jean Duceppe : Candy
- Benoit Girard : Curley
- Gérard Poirier : Slim
- René Caron : Carlson
- Armand Labelle : Whitt